# 東海大学総合社会科学研究所
東海大学総合社会科学研究所（とうかいだいがくそうごうしゃかいかがくけんきゅうじょ）は、東海大学の附置研究所の一つで、2016年（平成28年）に設立。

## 概要
社会科学に関する諸問題を総合的に研究し、社会の発展に寄与・貢献することを目的としている。著しい社会環境の変化の諸側面を捉え、それを考察するにあたり、既存の学問領域にとらわれない複合領域的な研究部門を設定し、実務家を含む学内外の研究者によって研究を推進している。

## 沿革
- 2016年
  - 総合社会科学研究所を開設。

## 組織
- 知的財産部門
- Ｅコマース部門
- 地域創造部門

## 所在地
- 神奈川県平塚市北金目4-1-1